# Энсинас, Аксель
Аксель Алехандро Энсинас (исп. Axel Alejandro Encinas; род. 24 мая 2004, Don Torcuato, Буэнос-Айрес) — аргентинский футболист, полузащитник клуба «Унион Ла-Калера».

## Клубная карьера
Энсинас — воспитанник клуба «Ривер Плейт». В 2024 году игрок подписал контракт с чилийским «Унион Ла-Калера». 15 апреля в матче против «Аудакс Итальяно» он дебютировал в чилийской Примере.

## Международная карьера
В 2023 году в составе молодёжной сборной Аргентины Гонсалес принял участие в молодёжном чемпионате Южной Америки в Колумбии. На турнире он сыграл в матчах против сборных Бразилии, Колумбии и Перу. В поединке против бразильцев Максимилиано забил гол.